# Schloss Tirol

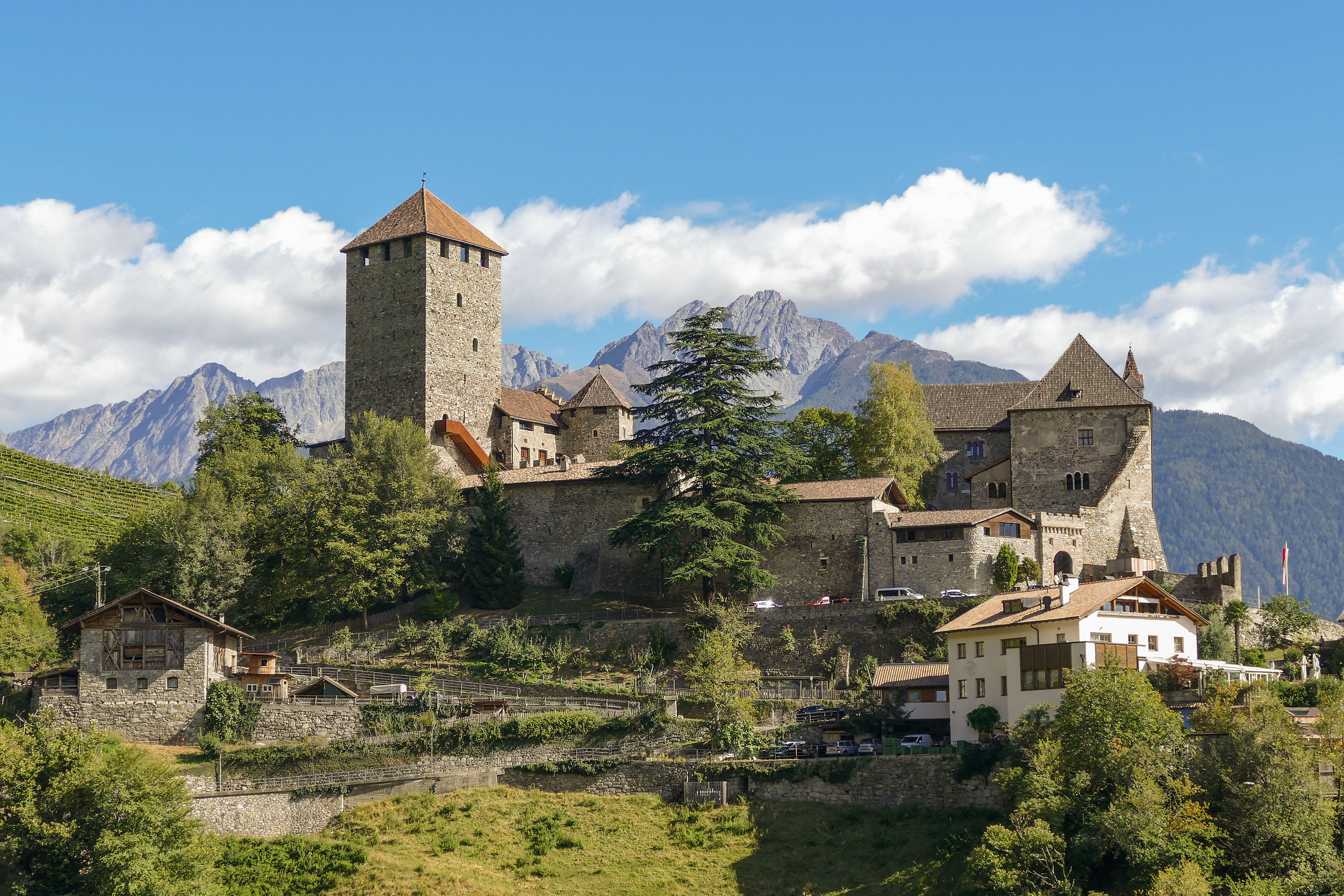
Schloss Tirol

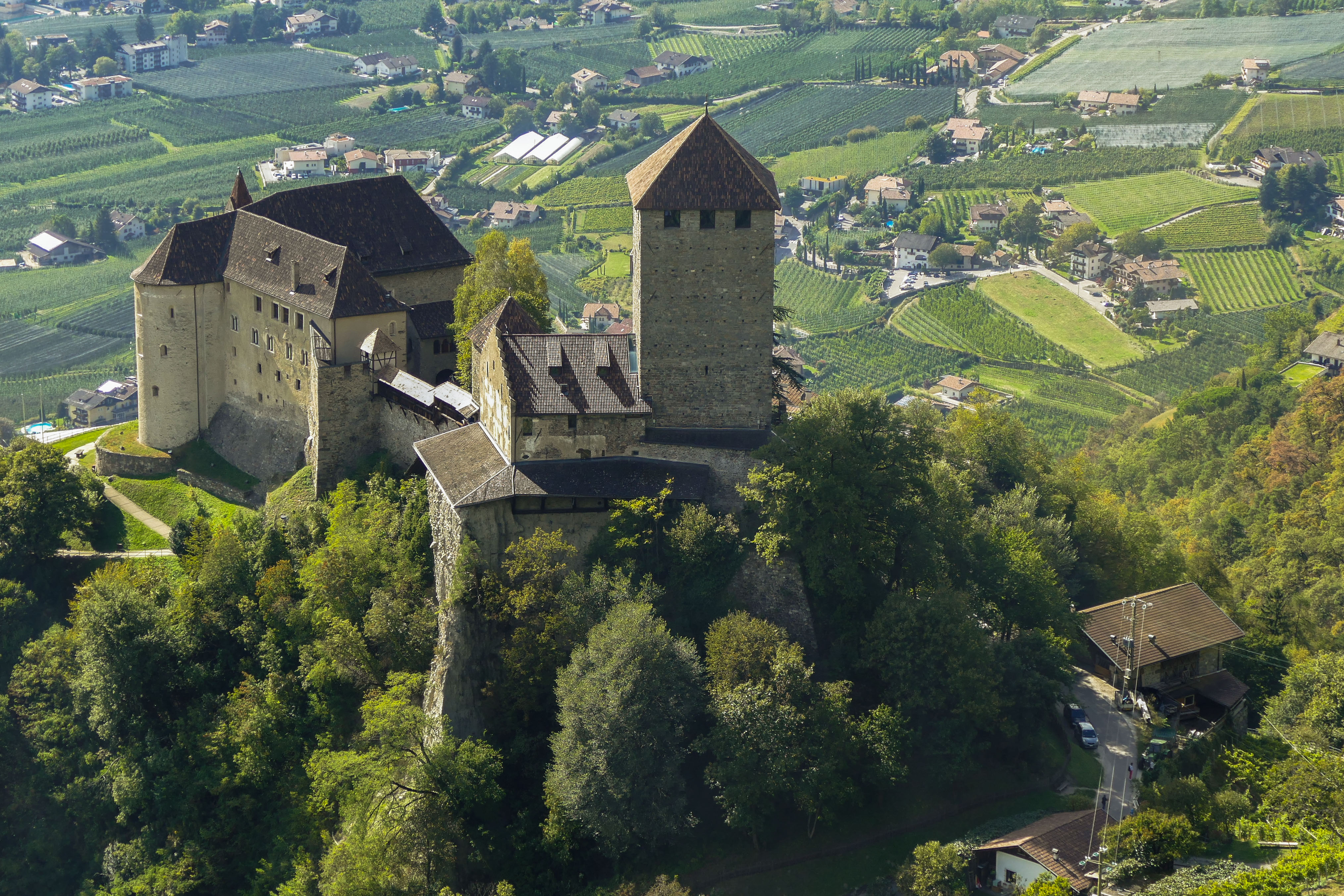
Der Blick von Dorf Tirol hinunter auf Schloss Tirol

Das Schloss Tirol in Dorf Tirol bei Meran im Burggrafenamt war die Stammburg der Grafen von Tirol und die Wiege der Grafschaft Tirol. Bis in das 15. Jahrhundert, als die politische Verwaltung in das verkehrstechnisch günstigere Innsbruck verlegt wurde, war die heute in Südtirol gelegene Burg Residenz der Landesfürsten. 2003 wurde auf Schloss Tirol das Südtiroler Landesmuseum für Kultur- und Landesgeschichte eröffnet.

## Geschichte

### Vorgeschichte
Der Burghügel ist seit der Urgeschichte besiedelt. Davon zeugen zahlreiche Funde und ein Gräberfeld aus dem Frühmittelalter. Die Archäologen legten in den 1990er Jahren an einem Hang unterhalb des Schlosses eine frühchristliche Kirche mit drei Apsiden frei. Der Vorgängerbau war ein römisches Wohnhaus, das um das 6. Jahrhundert in eine christliche Kirche mit einer Apsis umgewandelt wurde. Welchen Heiligen diese Kirche geweiht war, ist aus Mangel an Dokumenten nicht bekannt. In dieser Saalkirche fand man die Reste eines steinernen Grabmonumentes. Laut Beschriftung hieß das Kind einer hochrangigen Familie „Lobecena“ und wurde im weißen Taufkleid bestattet. Zu den Ausgrabungsfunden gehört des Weiteren ein Reliquienkasten. Im 10. oder 11. Jahrhundert entstand dort an gleicher Stelle eine Dreiapsidenkirche. Wegen ihrer ungünstigen Hanglage wurde diese Kirche im 11. Jahrhundert aufgegeben und entweiht. Die Steine verwendete man zum Bau der Erstphase der heutigen Burganlage. Reste des Hauses dienten noch eine Zeit lang als Nutzgebäude für das Schloss.

### Mittelalter
Insgesamt sind dank der intensiven Bauforschung auf Schloss Tirol 30 Bauphasen seit dem 11. Jahrhundert bis in die Neuzeit bauanalytisch gesichert und dokumentiert. Die erste Burganlage wurde vor 1100 erbaut. Auf 1139/40 wird die zweite Bauphase der Dynastenburg datiert, zu der auch der Bergfried gehört. Im Laufe des 12. Jahrhunderts gelang die Burg an die Grafen von Tirol, einem bayerischen Adelsgeschlecht, sich im südlichen Teil des Herzogtums Bayern, ausgehend von Schloss Tirol und dem Vinschgau, mit der Grafschaft Tirol ein eigenes Territorium zu schaffen und im 13. Jahrhundert während der kaiserlosen Zeit anerkennen zu lassen. Die Grafen von Tirol waren zunächst Vögte der Bischöfe von Brixen und Trient, erweiterten aber ihr Land bald auf Kosten der Bischöfe und konkurrierender Adelsfamilien (wie der Grafen von Eppan) und machten sich von ihnen wie auch vom bayerischen Herzog unabhängig (Absetzung Heinrichs des Löwen 1180).
Eine dritte große Bauphase fällt in die zweite Hälfte des 13. Jahrhunderts unter Graf Meinhard II. von Tirol. 1253 wurden die Grafen von Tirol von den Meinhardinern beerbt, nach dem Aussterben derer männlichen Linie 1335 kam das Land abwechselnd an die Luxemburger und an die Wittelsbacher. 1302 zerstörte ein Brand Teile der Burg. Im März 1347 verteidigte Margarete von Tirol Schloss Tirol erfolgreich gegen Karl von Luxemburg (den späteren Kaiser Karl IV.). 1363 vermachte die Tochter des letzten Meinhardiners, Margarete Maultasch von Tirol, ihr Land im Einvernehmen mit den Landständen ihrem nächsten Verwandten, dem Habsburger Rudolf, dem Stifter. Im Frieden von Schärding erkannten 1369 auch die Wittelsbacher diese Entscheidung an. Die Burg blieb bis 1420 Residenz der Tiroler Landesfürsten. Seit 1470 diente die Landesfürstliche Burg in Meran als Residenz, bis Herzog Friedrich mit der leeren Tasche die Residenz nach Innsbruck verlegte. Dies erfolgte zeitnah mit dem Ausbau der Via Raetia über den Brennerpass und deren Abschnitt des Kunterswegs bei Bozen, wodurch die alpenquerende Route der Via Claudia Augusta über Meran und den Reschenpass an Bedeutung verlor. Spätmittelalterliche Funde wie eine Brigantine und ein venezianisches Bleisiegel dokumentieren diese Phase. Ein ausführliches Weistum von 1505 – die „Ordnung des fürstlichen schloss Tyrol burkfrider und burger“ – regelte die Verpflichtungen des Tiroler Burgfriedens.

### Neuzeit
In der Neuzeit verfielen Teile der Burg oder stürzten in den sogenannten „Köstengraben“. Sie wurde sogar auf Abbruch verkauft, um als Steinbruch genutzt zu werden. Im späten 19. Jahrhundert wurden die verfallenen Teile der Burg durch Friedrich von Schmidt im neugotischen Stil wiederhergestellt und 1904 der Bergfried aufgehöht. Seit den frühen 1980er-Jahren wird Schloss Tirol durch seinen Eigentümer, das Land Südtirol, museal genutzt. Seit 2003 ist es Sitz des Südtiroler Landesmuseums für Kultur- und Landesgeschichte.
Das Land Südtirol richtet auf Schloss Tirol repräsentative Veranstaltungen aus, etwa Ordensverleihungen oder besondere politische Zusammenkünfte. Am 23. November 2019, 100 Jahre nach der Unterzeichnung des Vertrags von Saint-Germain und 50 Jahre nach der Zustimmung der Südtiroler Volkspartei zum „Südtirol-Paket“, nahmen dort die Staatspräsidenten Italiens und Österreichs, Sergio Mattarella und Alexander Van der Bellen, an einem Festakt teil.

## Burgkapelle

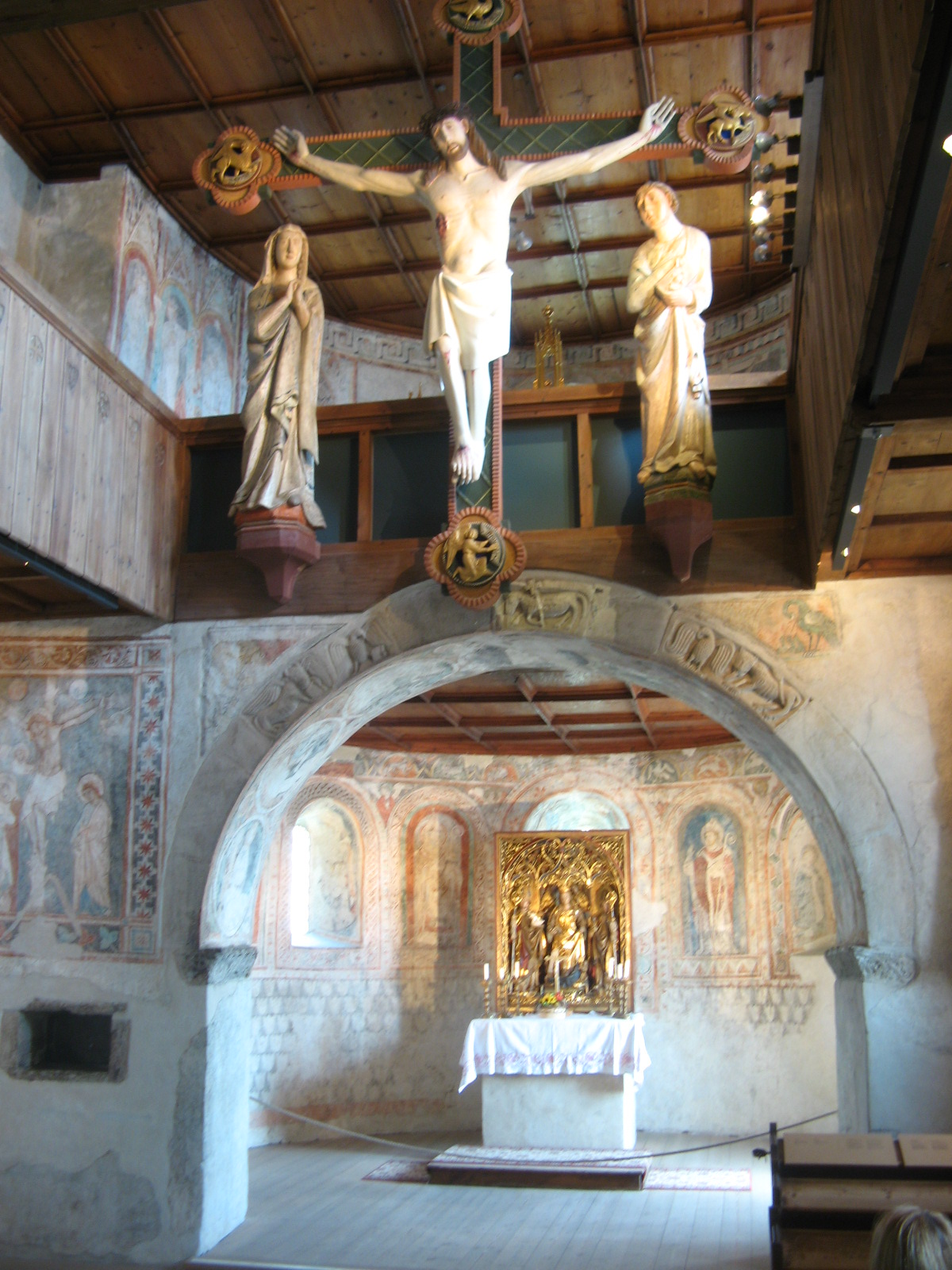
Innenraum der Kapelle

Kunsthistorisch besonders interessant sind die Fresken der Burgkapelle und die herrlichen romanischen Portale mit üppigen plastischen Figuren in Marmor, die zum Teil Fabelwesen, religiöse Motive und geometrische Ornamente zeigen. Der bemerkenswerte gotische „Flügelaltar von Schloss Tirol“ aus dem Obergeschoss der Kapelle wurde im 19. Jahrhundert entfernt und befindet sich heute im Tiroler Landesmuseum Ferdinandeum; er wurde durch eine originalgetreue Replik der Künstlergruppe Unika aus Gröden ersetzt. Der Altarschrein im Untergeschoss ist ein Werk Hans Klockers.

## Anlagen um Schloss Tirol

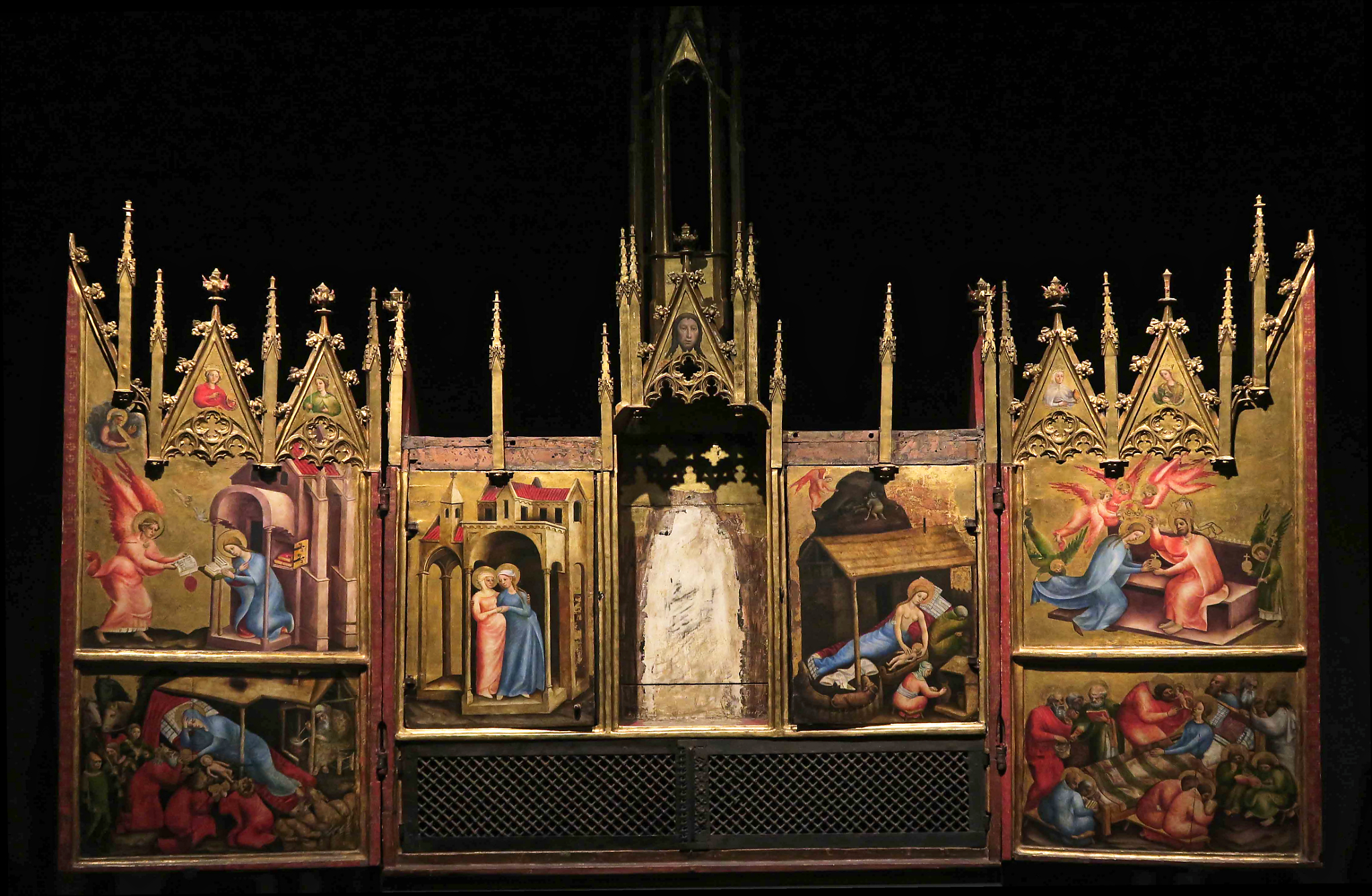
Flügelaltar von Schloss Tirol

Der ursprüngliche Weg zum Schloss führte um den Moränenhang herum, auf dem die Burg Rubein stand. Aufgrund des steilen und unwegsamen Geländes ließ der Tiroler Verwalter Jakob Andrä Vogelmayr im Jahr 1682 von Schneeberger Bergknappen einen 83,5 m langen Tunnel, das sogenannte „Knappenloch“, durch den Hang treiben. Am Eingang des Tunnels befindet sich noch heute ein Reliefbild mit der Inschrift: „Leopoldus I imperator gloriosus viae istius autor“ (Kaiser Leopold I., ruhmreicher Urheber dieses Weges). Ein weiterer Grund des Baus war der seit fast 700 Jahren am 19. November, dem Festtag der Hl. Elisabeth, begangene Jahrestag der Tiroler Landesfürsten und aller Mitglieder des Hauses Habsburg. Unmittelbar neben der Burg befindet sich eine Falknerei mit einem Pflegezentrum für Vogelfauna.

## Galerie

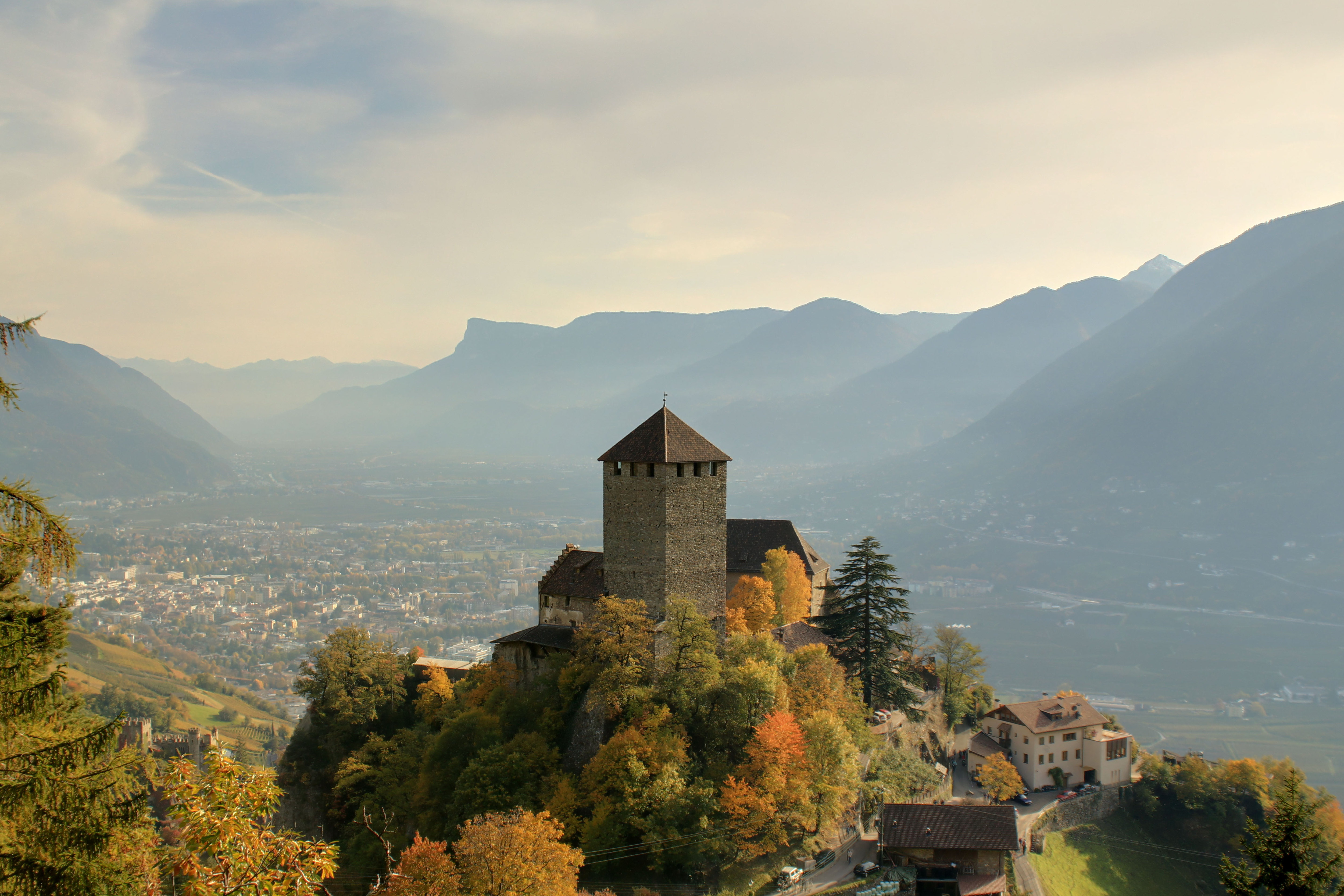
Nordwestflanke mit Bergfried im Herbst
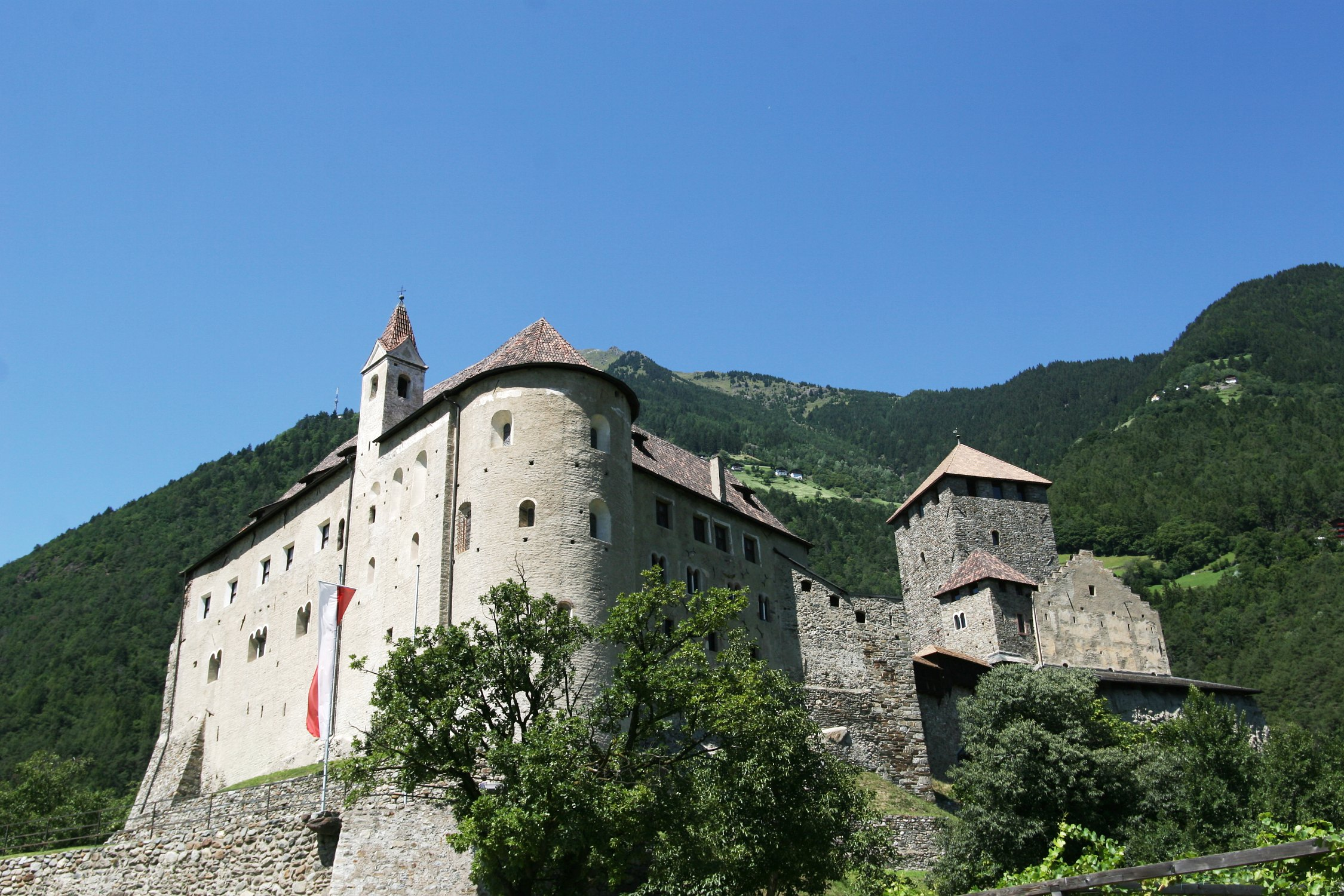
Süd- und Ostpalas
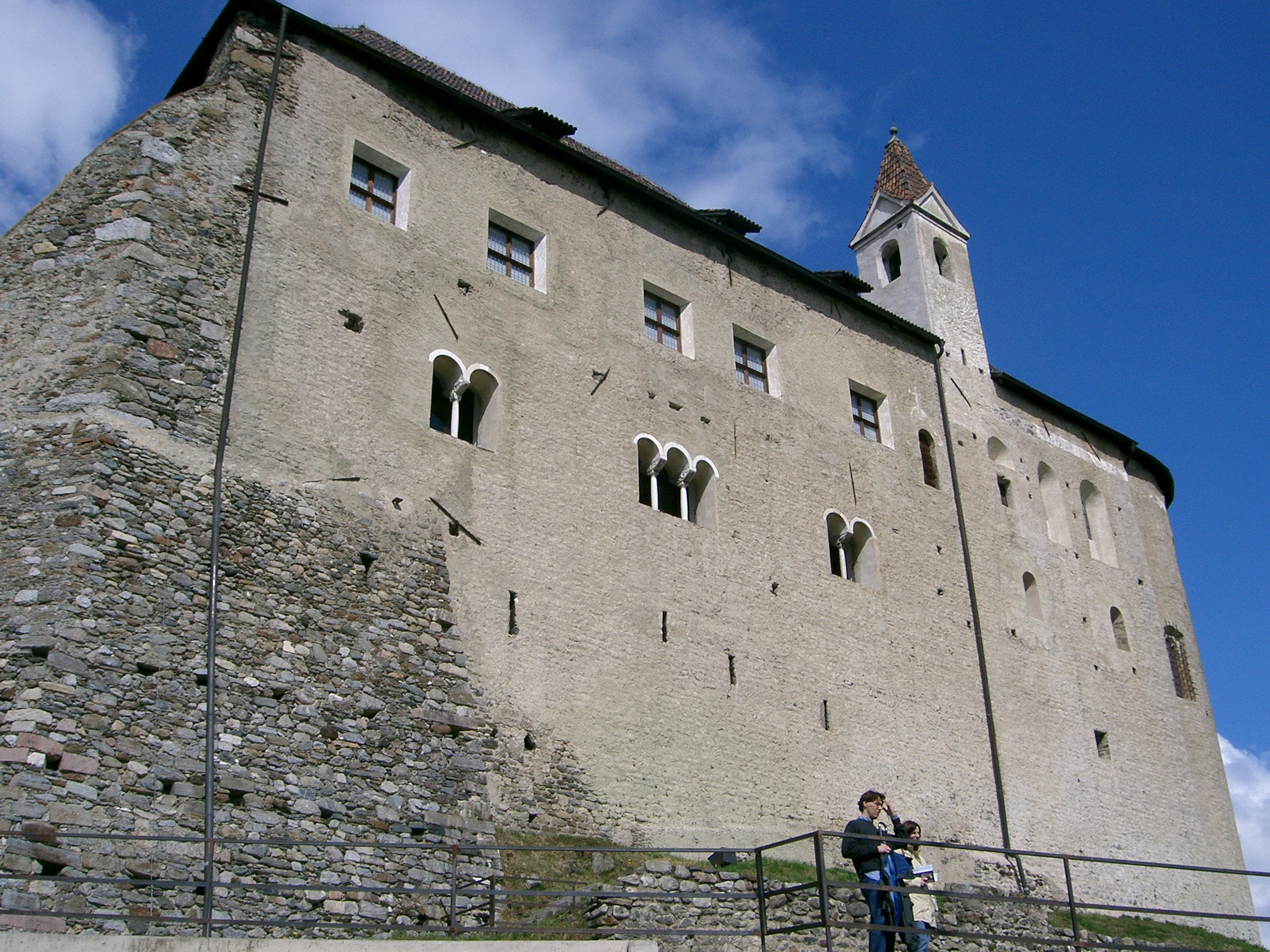
Südpalas
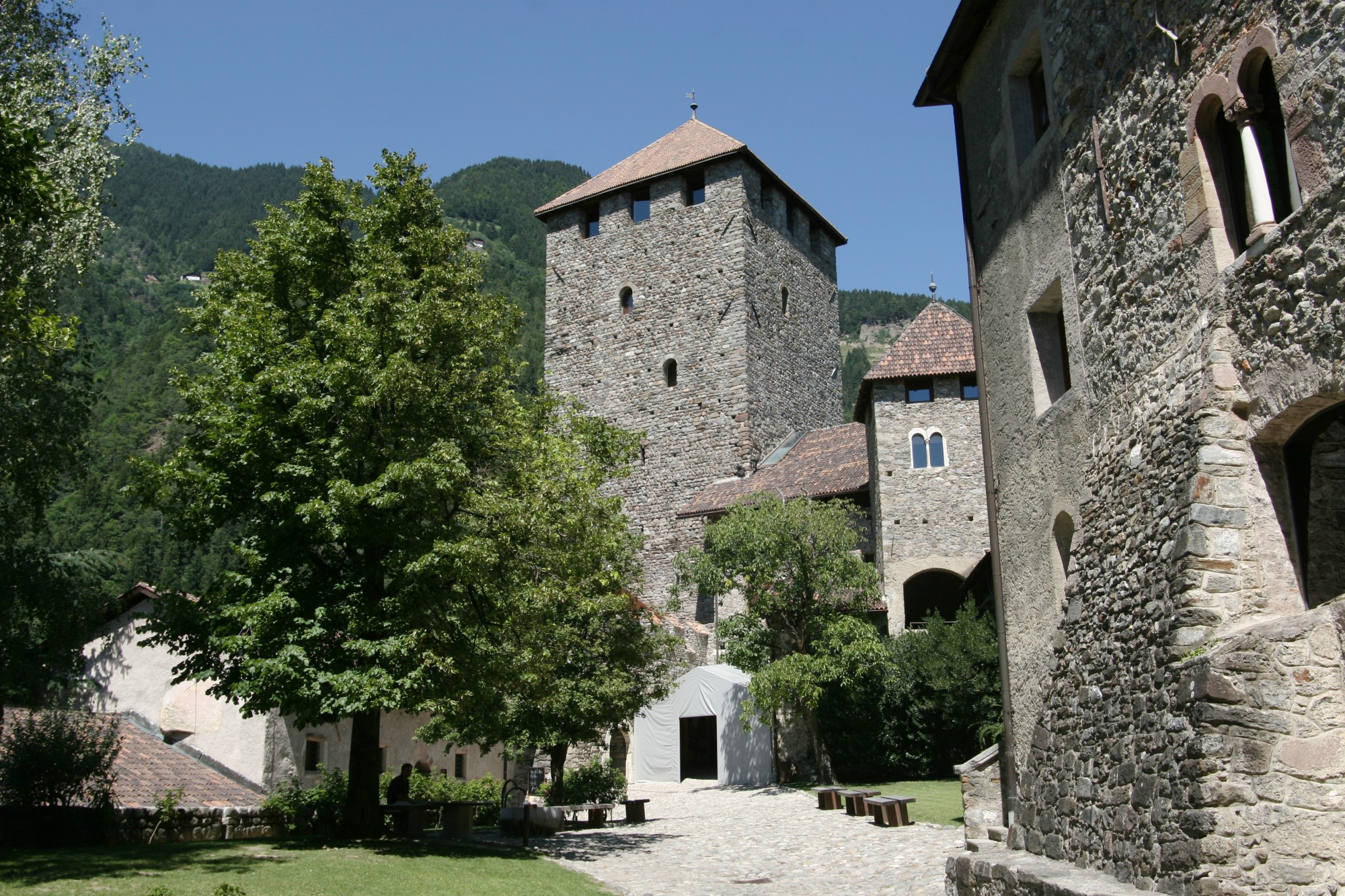
Burghof, im Hintergrund der Bergfried
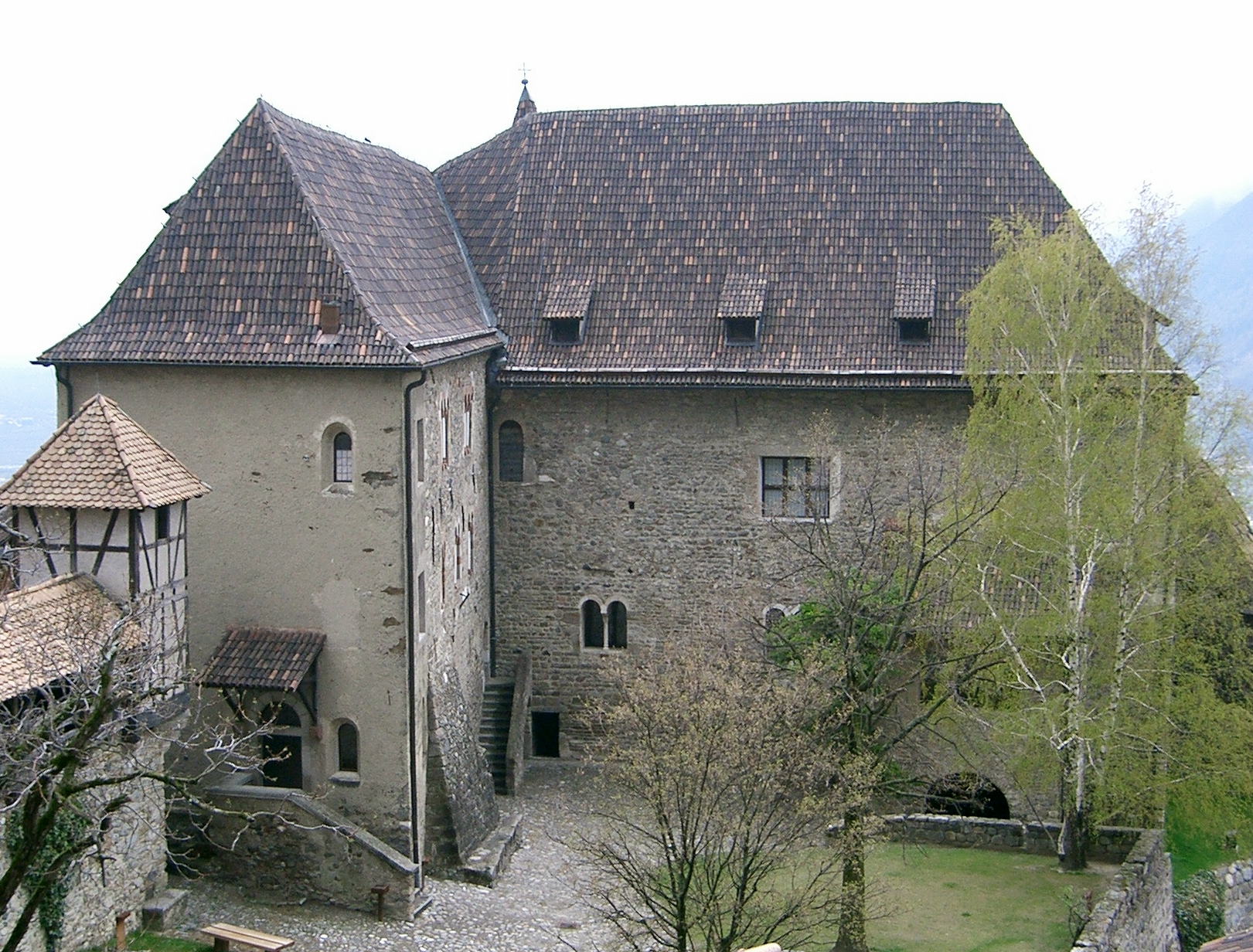
Kernburg mit Ost- und Südpalas
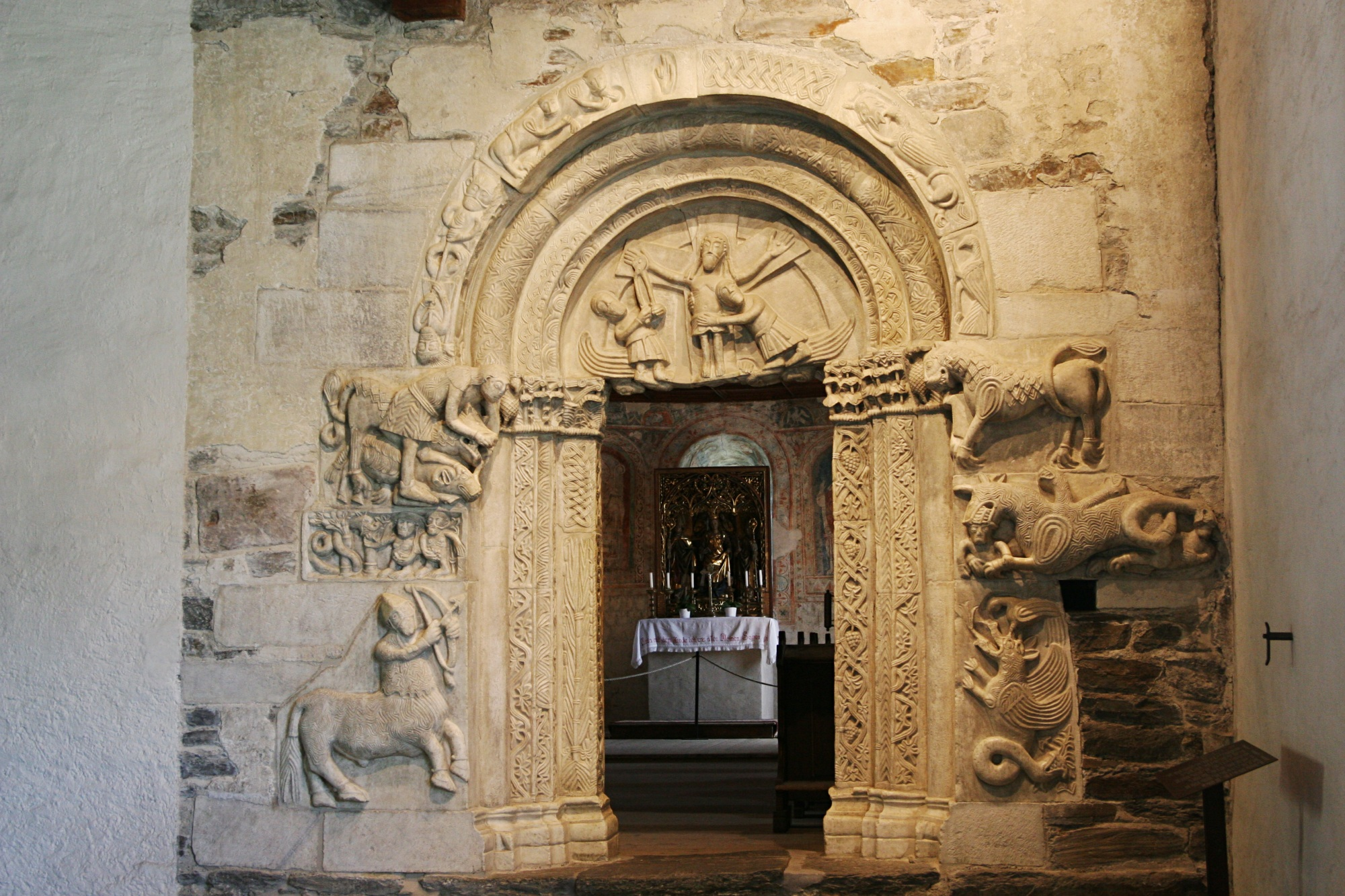
Romanisches Portal der Schlosskapelle
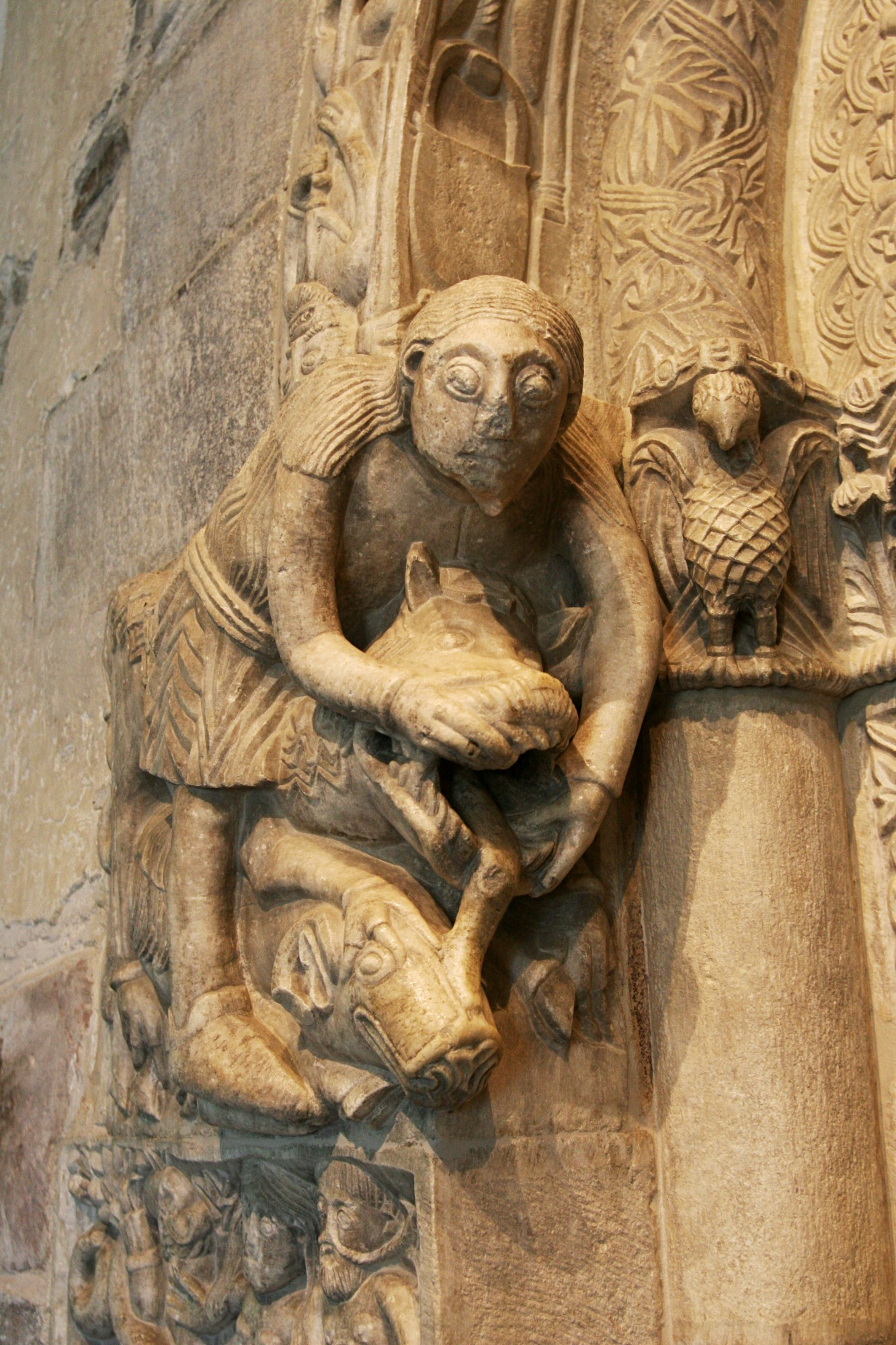
Portal der Schlosskapelle, Detail
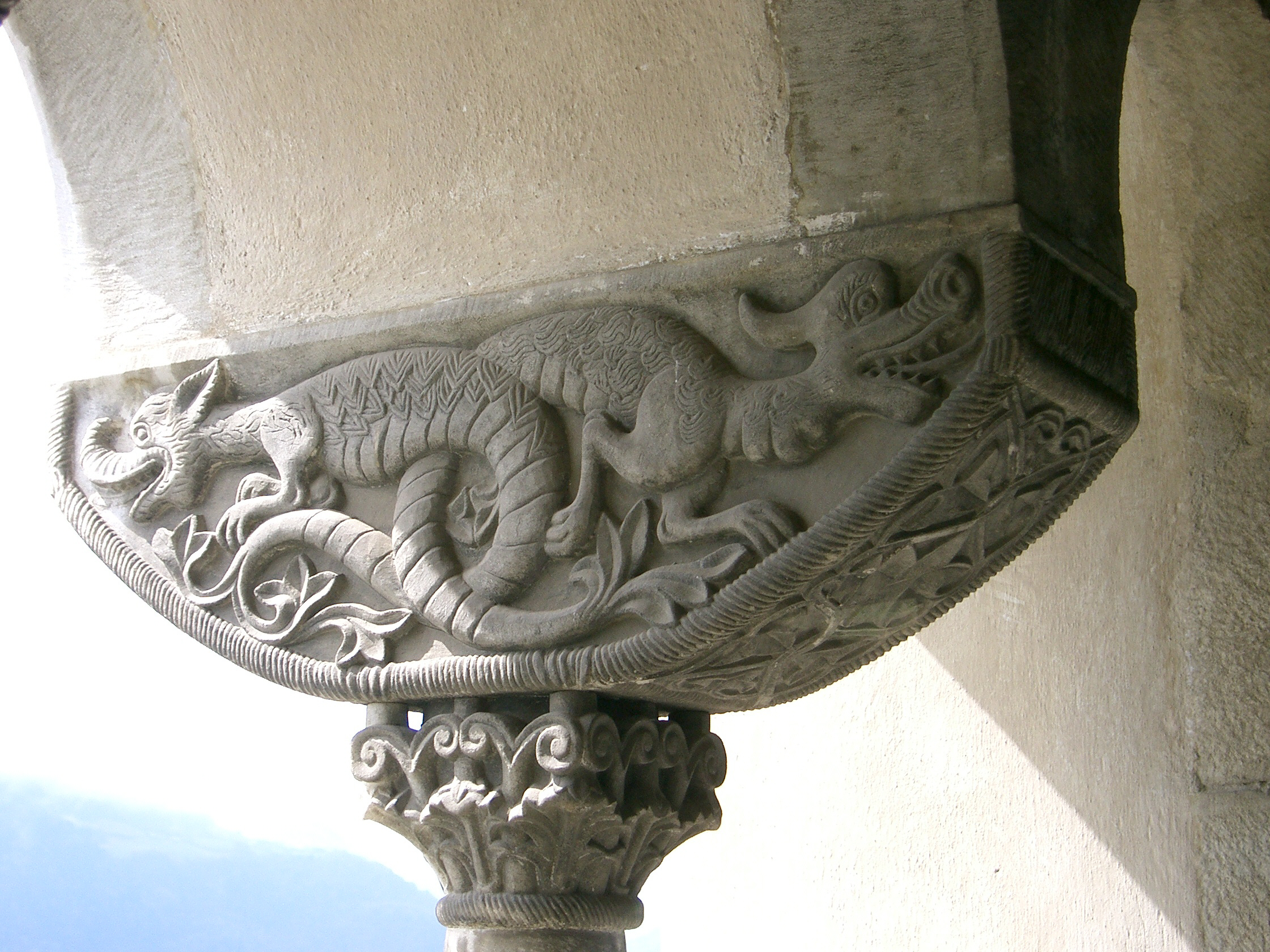
Detail am Fenster (Kapitell)